# Ion Roată, Ialomița
Ion Roată este satul de reședință al comunei cu același nume din județul Ialomița, Muntenia, România.

## Legături externe
Materiale media legate de Ion Roată la Wikimedia Commons